# Meurtres aseptiques
Meurtres aseptiques (The Aseptic Murders) est un roman policier de l’écrivain australien Carter Brown publié en 1972 aux États-Unis, puis en Australie. 
Le roman est traduit en français en 1972 dans la Série noire. La traduction, prétendument "de l'américain", est signée Janine Hérisson. C'est une des nombreuses aventures du lieutenant Al Wheeler, bras droit du shérif Lavers dans la ville californienne fictive de Pine City ; la trente-cinquième traduite aux Éditions Gallimard. Le héros est aussi le narrateur.

## Résumé
Un couple illégitime, nu, poignardé dans la chambre d'un motel : pas de trace de lutte, aucun bagage, pas même de vêtement ; la voiture qui les avait amenés a elle aussi disparu. Seule piste après ce nettoyage par le vide : tous deux travaillaient dans un laboratoire de recherches pharmaceutiques, lui, Justin Everard, comme chercheur, elle, Jan O'Hara, comme secrétaire du directeur. Mais dans ce milieu de recherche de pointe, tout est confidentiel et personne ne s'occupe de ce que fait le voisin, dans sa vie professionnelle comme dans sa vie privée. Al Wheeler y découvre cependant des cas de nymphomanie, qui n'en sont peut-être pas, et une formule mystérieuse où certains voient un rapport avec le L.S.D. 

## Personnages
- Al Wheeler, lieutenant enquêteur au bureau du shérif de Pine City.
- Le shérif Lavers.
- Annabelle Jackson, secrétaire du shérif.
- Doc Murphy, médecin légiste.
- Ed Sanger, technicien du laboratoire criminel.
- Eugene Carson, gérant du motel.
- Judy Trent, secrétaire à la CalCon, colocataire de Jan O'Hara.
- Miles Browning, directeur de la CalCon.
- Ellen Speck, chercheuse à la CalCon.
- Charles Demarest, chercheur à la CalCon.
- Tim Vaile, responsable commercial à la CalCon.
- Sam et Andy, agents de sécurité à la CalCon.

## Édition
- Série noire no 1548, 1972,  (ISBN 207048548X).